# Leila e i suoi fratelli
Leila e i suoi fratelli (in persiano برادران لیلا‎, Barādarān-e Leylā) è un film del 2022 scritto e diretto da Sa'id Rustayi.

## Trama
Leila, una donna di quarant'anni che ha passato la sua vita a mantenere gli anziani genitori e i quattro fratelli disoccupati cronici, ha una trovata che potrebbe risollevare le sorti della famiglia, piagata dai debiti, ma viene ostacolata dal padre, il dispotico Esmail.

## Distribuzione
L'anteprima del film si è tenuta il 25 maggio 2022 al 75º Festival di Cannes. In seguito alla presentazione, il Ministero della cultura e dell'orientamento islamico ha espresso insoddisfazione verso le critiche al governo iraniano ivi mosse dal cast e la scelta dell'attore Navid Mohammadzade di baciare sua moglie sul tappeto rosso. Il 22 giugno il Ministero ha annunciato di aver bloccato indefinitamente la distribuzione del film in Iran, sostenendo che questo fosse stato proiettato a Cannes senza la necessaria autorizzazione del governo, eventualità che il regista ha invece negato.
In Italia il film è stato presentato in anteprima il 26 marzo 2023 al Festival del Cinema Africano, d'Asia e America Latina di Milano di Milano, venendo distribuito nelle sale cinematografiche da I Wonder Pictures a partire dal 6 aprile seguente.

## Riconoscimenti
- 2022 - Festival di Cannes[7]
  - Premio FIPRESCI (Concorso)
  - Prix de la Citoyenneté
  - In concorso per la Palma d'oro